# ITU World Championship Series 2022
Die ITU World Championship Series 2022 (auch World Triathlon Series, WTS) ist eine Triathlon-Rennserie mit Wettkämpfen über die olympische Distanz und die Sprintdistanz sowie als Staffelbewerb (Mixed Relay).
Sie wird unter Obhut des internationalen Triathlon-Verbands World Triathlon (ITU) ausgetragen. Der Sieger und die Siegerin der Serienwertung werden als Triathlon-Weltmeister geehrt.

## Organisation
Diese Weltserie wird seit 2009 jährlich unter sportrechtlicher Obhut der ITU veranstaltet, von 1989 bis 2008 wurden die Weltmeister jeweils in einem einzelnen Wettkampf ermittelt.

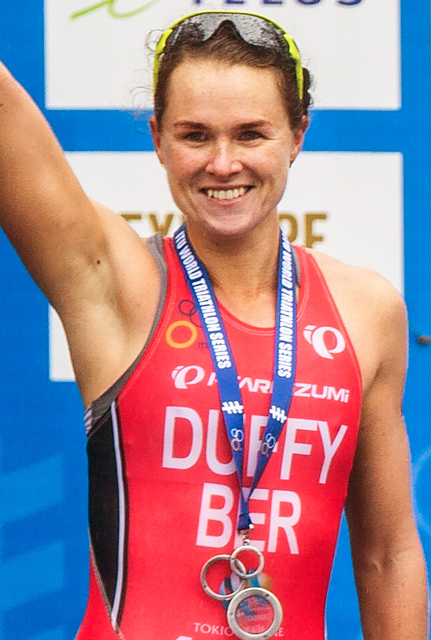
Flora Duffy – Triathlon-Weltmeisterin auf der Kurzdistanz 2016, 2017, 2021 und 2022

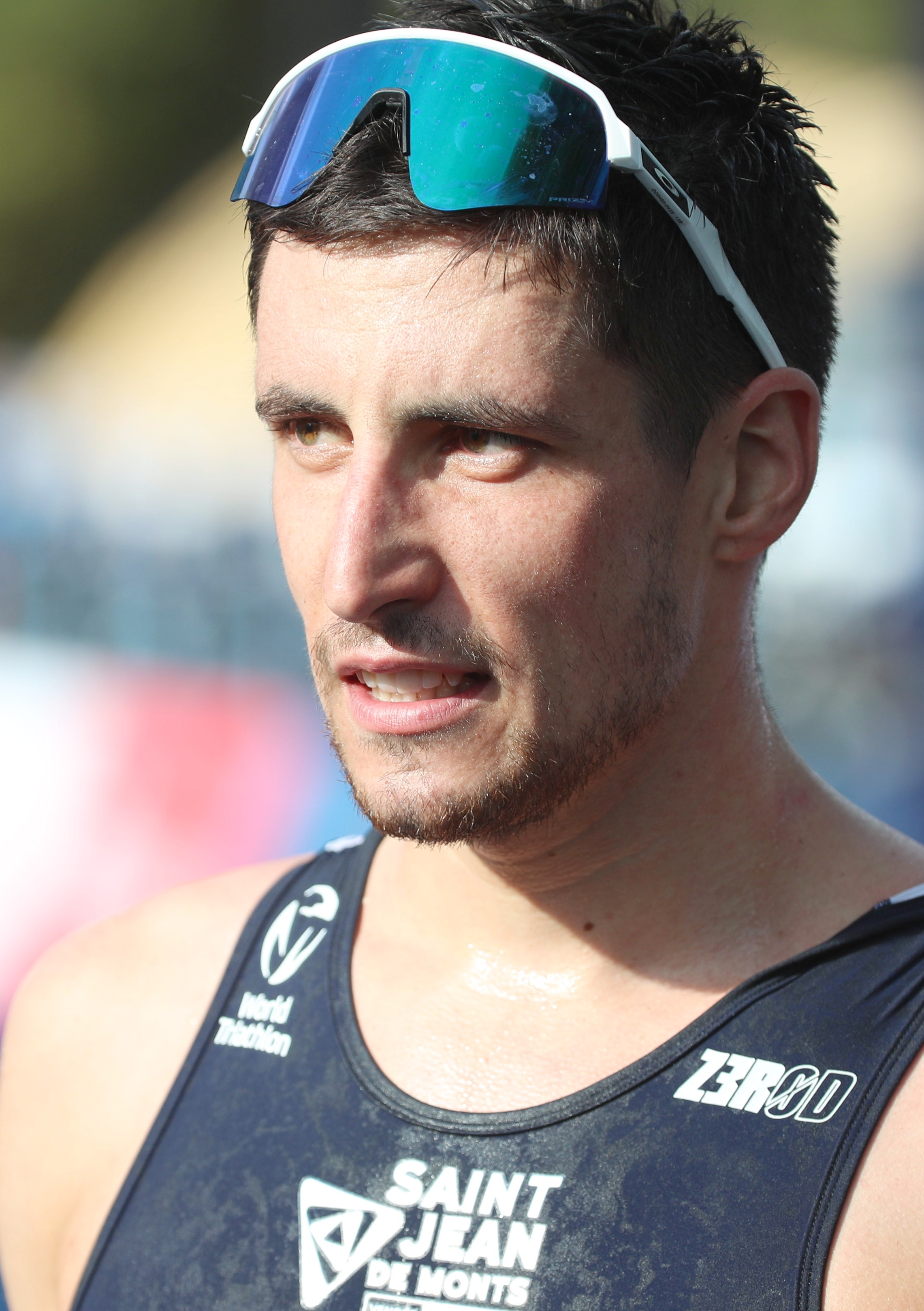
Léo Bergère – Triathlon-Weltmeister auf der Kurzdistanz 2022

Auf der olympischen Distanz bestehen die Wettkämpfe aus 1,5 km Schwimmen, 40 km Radfahren und 10 km Laufen, auf der Sprintdistanz aus 750 m Schwimmen, 20 km Radfahren und 5 km Laufen. Bei den Elite-Wettkämpfen ist generell Drafting (Radfahren im Windschatten) freigegeben. Bei den im Rahmenprogramm veranstalteten Breitensport-Wettkämpfen besteht dagegen Drafting-Verbot, d. h. jeder Athlet hat zum vorausfahrenden Athleten auf der Radstrecke mindestens zwölf Meter Abstand einzuhalten.
In der Saison 2022 sollen sieben Rennen mit dem Finale im November in Abu Dhabi (Grand Final, olympische Distanz) stattfinden.
Die beiden bereits 2021 ausgetragenen Rennen in Hamburg sowie in Abu Dhabi werden für die Jahreswertung 2022 berücksichtigt.

### Qualifikation
Jeder nationale Dachverband kann pro Wettkampf der Serie bis zu sechs männliche und weibliche Athleten nominieren, der gastgebende Verband bis zu acht. Die Meldung hat spätestens 33 Tage vor dem Wettkampf an die ITU zu erfolgen.

Die ITU stellt anhand der Platzierung der gemeldeten Athleten auf der ITU Points List die Starterfelder von je 60 männlichen und weiblichen Athleten zusammen, zusätzlich können je fünf Einladungen ausgesprochen werden. In die ITU Points List gehen im Gegensatz zum World Championship Ranking auch weitere Wettkämpfe wie z. B. U23-Weltmeisterschaften, kontinentale Meisterschaften und Cup-Veranstaltungen und Studentenweltmeisterschaften ein.
Am 14. Mai 2022 wurden die ersten Rennen der Saison im japanischen Yokohama ausgetragen.

### Grand Final
Nach dem Rennen am letzten Austragungsort der Saison (Grand Final) werden der Sieger und die Siegerin der Serienwertung als Triathlon-Weltmeister geehrt.
Im Rahmen des Grand Final werden zudem jährlich die
1. Weltmeister Mixed Team Relay (gemischte Staffel: 300 m Schwimmen, 6,5 km Radfahren und 1,7 km Laufen), die
2. Weltmeister in der Kategorie U23 auf der olympischen Distanz (1,5 km Schwimmen, 40 km Radfahren und 10 km Laufen) sowie die
3. Weltmeister bei den Junioren (750 m Schwimmen, 20 km Radfahren und 5 km Laufen) bestimmt.

## Ergebnisse

### Elite – Männer
| Datum         | Ort       | Gold         | Zeit     | Silber                | Zeit     | Bronze                   | Zeit     |
| 14. Mai 2022  | Yokohama  | Alex Yee     | 01:43:30 | Hayden Wilde          | 01:43:40 | Léo Bergère              | 01:43:59 |
| 11. Juni 2022 | Leeds     | Hayden Wilde | 00:53:18 | Léo Bergère           | 00:53:28 | Lasse Lührs              | 00:53:38 |
| 25. Juni 2022 | Montreal  | Alex Yee     | 00:21:55 | Hayden Wilde          | 00:21:58 | Léo Bergère              | 00:21:59 |
| 9. Juli 2022  | Hamburg   | Hayden Wilde | 00:53:10 | Matthew Hauser        | 00:53:13 | Jawad Abdelmoula         | 00:53:26 |
| 8. Okt. 2022  | Cagliari  | Alex Yee     | 01:40:19 | Jonathan Brownlee     | 01:40:26 | Manoel Messias           | 01:40:29 |
| 6. Nov. 2022  | Bermuda   | Vincent Luis | 01:49:37 | Antonio Serrat Seoane | 01:49:45 | Roberto Sánchez Mantecón | 01:49:54 |
| 26. Nov. 2022 | Abu Dhabi | Léo Bergère  | 01:44:14 | Morgan Pearson        | 01:44:25 | Jelle Geens              | 01:44:34 |

### Elite – Frauen
| Datum         | Ort       | Gold                 | Zeit     | Silber               | Zeit     | Bronze          | Zeit     |
| 14. Mai 2022  | Yokohama  | Georgia Taylor-Brown | 01:51:44 | Léonie Périault      | 01:51:50 | Flora Duffy     | 01:51:55 |
| 11. Juni 2022 | Leeds     | Cassandre Beaugrand  | 00:59:03 | Georgia Taylor-Brown | 00:59:12 | Sophie Coldwell | 00:59:15 |
| 25. Juni 2022 | Montreal  | Georgia Taylor-Brown | 00:24:04 | Cassandre Beaugrand  | 00:24:07 | Beth Potter     | 00:24:15 |
| 9. Juli 2022  | Hamburg   | Flora Duffy          | 00:58:37 | Beth Potter          | 00:58:43 | Lisa Tertsch    | 00:58:53 |
| 8. Okt. 2022  | Cagliari  | Georgia Taylor-Brown | 01:47:42 | Emma Lombardi        | 01:47:54 | Taylor Knibb    | 01:47:58 |
| 6. Nov. 2022  | Bermuda   | Flora Duffy          | 02:01:26 | Taylor Knibb         | 02:03:04 | Beth Potter     | 02:03:17 |
| 26. Nov. 2022 | Abu Dhabi | Flora Duffy          | 01:53:24 | Georgia Taylor-Brown | 01:54:28 | Lena Meißner    | 01:55:59 |

### Mixed Relay (Staffel)
| Datum         | Ort     | Gold                                                                             | Zeit     | Silber                                                                            | Zeit     | Bronze                                                                               | Zeit     |
| 10. Juli 2022 | Hamburg | Team I Great Britain Barclay Izzard, Sian Rainsley, Samuel Dickinson, Kate Waugh | 01:20:50 | Team I Australia Luke Willian, Sophie Linn, Matthew Hauser, Natalie Van Coevorden | 01:21:03 | Team I Germany Valentin Wernz, Lisa Tertsch, Lasse Nygaard Priester, Laura Lindemann | 01:21:10 |

### Gesamtwertung 2022
Die Gesamtwertung der Saison läuft als Maurice Lacroix World Triathlon Championship Rankings (Stand: 26. November 2022):

#### Männer
| Platz | Land | Athlet                 | Punkte |
| ----- | ---- | ---------------------- | ------ |
| 1     | FRA  | Léo Bergère            | 4742   |
| 2     | GBR  | Alex Yee               | 4721   |
| 3     | NZL  | Hayden Wilde           | 4696   |
| 4     | BEL  | Jelle Geens            | 4385   |
| 5     | FRA  | Vincent Luis           | 3881   |
| 6     | AUS  | Matthew Hauser         | 3233   |
| 7     | ESP  | Antonio Serrat Seoane  | 3001   |
| 8     | POR  | Vasco Vilaça           | 2896   |
| 9     | GER  | Lasse Lührs            | 2793   |
| 10    | FRA  | Pierre Le Corre        | 2727   |
| 12    | MAR  | Jawad Abdelmoula       | 2159   |
| 13    | HUN  | Bence Bicsák           | 2080   |
| 14    | BRA  | Manoel Messias         | 2048   |
| 16    | GER  | Lasse Nygaard Priester | 2015   |
| 21    | GER  | Tim Hellwig            | 1761   |
| 31    | CHE  | Sylvain Fridelance     | 1564   |
| 25    | GER  | Jonas Schomburg        | 1511   |
| 30    | BEL  | Marten Van Riel        | 1384   |
| 38    | GBR  | Jonathan Brownlee      | 1103   |
| 40    | CHE  | Adrien Briffod         | 1067   |
| 54    | CHE  | Simon Westermann       | 808    |
| 58    | AUT  | Alois Knabl            | 776    |
| 63    | GER  | Johannes Vogel         | 665    |
| 66    | GER  | Valentin Wernz         | 578    |
| 67    | AUT  | Leon Pauger            | 573    |
| 76    | AUT  | Tjebbe Kaindl          | 455    |
| 85    | GER  | Jonas Breinlinger      | 336    |
| 159   | CHE  | Fabian Meeusen         | 52     |

#### Frauen
| Platz | Land | Athletin               | Punkte |
| ----- | ---- | ---------------------- | ------ |
| 1     | BER  | Flora Duffy            | 5106   |
| 2     | GBR  | Georgia Taylor-Brown   | 5081   |
| 3     | USA  | Taylor Knibb           | 4179   |
| 4     | USA  | Taylor Spivey          | 3889   |
| 5     | FRA  | Cassandre Beaugrand    | 3801   |
| 6     | GBR  | Sophie Coldwell        | 3537   |
| 7     | GBR  | Beth Potter            | 3480   |
| 8     | GER  | Laura Lindemann        | 3296   |
| 9     | NED  | Maya Kingma            | 3102   |
| 10    | ESP  | Miriam Casillas García | 3020   |
| 11    | FRA  | Emma Lombardi          | 2982   |
| 12    | USA  | Kirsten Kasper         | 2623   |
| 13    | GER  | Anabel Knoll           | 2342   |
| 14    | GER  | Lena Meißner           | 2329   |
| 15    | ITA  | Verena Steinhauser     | 2314   |
| 16    | USA  | Summer Rappaport       | 2181   |
| 17    | GER  | Marlene Gomez-Göggel   | 2120   |
| 18    | BRA  | Vittoria Lopes         | 2092   |
| 19    | GBR  | Sian Rainsley          | 1958   |
| 21    | FRA  | Leonie Periault        | 1903   |
| 22    | USA  | Erika Ackerlund        | 1890   |
| 23    | CHE  | Julie Derron           | 1851   |
| 27    | GER  | Lisa Tertsch           | 1605   |
| 29    | AUT  | Julia Hauser           | 1472   |
| 30    | GER  | Nina Eim               | 1453   |
| 35    | LUX  | Jeanne Lehair          | 1267   |
| 36    | GBR  | Non Stanford           | 1229   |
| 39    | CHE  | Cathia Schär           | 1049   |
| 46    | GER  | Annika Koch            | 761    |
| 74    | AUT  | Lisa Perterer          | 361    |
| 109   | CHE  | Jolanda Annen          | 180    |
| 117   | CHE  | Nora Gmür              | 147    |